# Sericesthis suberosa
Sericesthis suberosa är en skalbaggsart som beskrevs av Britton 1987. Sericesthis suberosa ingår i släktet Sericesthis och familjen Melolonthidae. Inga underarter finns listade i Catalogue of Life.